# Эдоинг
Эдоинг (лат. Aedoingus) — восточноримский политический деятель второй половины V века.
Его имя имеет германское происхождение. Эдоинг был дядей командира остготских федератов Сидимунда. Он пользовался покровительством императрицы Элии Верины, благодаря чему получил звание комита доместиков в 479 году. По мнению авторов Prosopography of the Later Roman Empire, это событие могло произойти ещё в 478 году.